# Ludmila Patlanjoglu
Ludmila Patlanjoglu (Ludmila Viorica Patlanjoglu, n. 3 mai 1952, București) este profesor, teatrolog, istoric și critic de teatru, colaborator radio și TV.
A absolvit Institutul de Artă Teatrală și Cinematografică I.L. Caragiale, Secția Teatrologie-Filmologie.
A participat în anul 1984 la Seminarul Internațional al Tinerilor Critici, organizat de Asociația Internațională a Criticilor de Teatru, la Edinburgh, Marea Britanie.
În 1987 a întreprins o călătorie de studii la Londra, Stratford, la invitația British Council. 
În 1998 a beneficiat de o călătorie de documentare la Centrul Arta-Universitate-Cultura al Universității din Dijon, în cadrul Programului Cortex.
A fost președinte al A.I.C.T Secția Română (1999-2008). 
În anii 2002 și 2003 a fost Director al Festivalului Național de Teatru I. L. Caragiale și director al Congresului Mondial al Criticilor de Teatru, organizat la București, în noiembrie 2003.
A fost în Comitetul Executiv al Asociației Internaționale a Criticilor de Teatru – A.I.C.T / I.A.T.C. (2001-2008).
Este directorul al Departamentului de Studii Teatrale din cadrul UNATC, fiind mentor pentru teatrologii și criticii de astăzi, formați de doamna profesoară în ultimii 30 de ani.
Este membru în board-ul revistei „Critical Stages” a Asociației Internaționale a Criticilor de Teatru.
Este membru UNITER și Președinte onorific al A.I.C.T Secția Română – Teatrologie.

## Premii[2]
- Ordinul Meritul Cultural în Grad de Cavaler (2004), pentru activitatea pusă în slujba promovării artei și culturii românești peste hotare, acordat de Președinția României.
- Premiul pentru întreaga activitate în cadrul Galei UNITER (2010).
- Doctor Honoris Causa al Universității de Artă Târgu Mureș (2012).

## Cărți și publicații
- La vie en rose cu Clody Bertola (Humanitas, 1997), pentru care a obținut Premiul Criticii în 1997.
- Regele Scamator Ștefan Iordache (Nemira 2004, Curtea Veche 2008) – răsplătit cu Premiul UNITER în 2004.
- Gigi Căciuleanu - OmulDans (Ed. Institutului Cultural Român & Ed. Nemira, 2017, în română, engleză și franceză)

A colaborat cu importante publicații din România: România literară, Secolul 20, Teatrul AZI, Scena, Contrapunct, aLtitudini, Adevărul, Adevărul literar și artistic, România liberă, Cotidianul, Jurnalul național, Ziua.

## Filmografie

### Redactor
- Uimitoarele aventuri ale muschetarilor (1988)
- Fiul stelelor (1988)